# Sarcosperma griffithii
Sarcosperma griffithii là một loài thực vật có hoa trong họ Hồng xiêm. Loài này được Hook.f. ex C.B.Clarke miêu tả khoa học đầu tiên năm 1882.